# Gornja Glogovnica
Gornja Glogovnica – wieś w Chorwacji, w żupanii kopriwnicko-kriżewczyńskiej, w mieście Križevci. W 2011 roku liczyła 115 mieszkańców.